# Limenitis adstricta
Limenitis adstricta är en fjärilsart som beskrevs av Hans Fruhstorfer 1915. Limenitis adstricta ingår i släktet Limenitis och familjen praktfjärilar. Inga underarter finns listade i Catalogue of Life.